# کریسوپولیس (برزیل)
کریسوپولیس (به پرتغالی: Crisópolis) یک منطقهٔ مسکونی در برزیل است که در باهیا واقع شده‌است. کریسوپولیس ۲۱٬۱۶۳ نفر جمعیت دارد.